# Малашки
Малашки (лат. Malachiinae) — подсемейство жуков Melyridae. Своё название получили от латинского слова malacus, что означает мягкий, нежный. Ряд исследователей рассматривают малашек как самостоятельное семейство Malachiidae. Около 3000 видов.

## Описание
Это некрупные жуки, самый большой из которых не более 7-8 миллиметров в длину, подвижные и мягкие.
Тело жуков уплощено в дорзовентральном направлении и заметно расширено кзади. Переднеспинка уплощенная. Склериты соединены друг с другом «подвижно». В местах сочленений грудных сегментов подлежащие мембранозные ткани могут образовывать выпячивания под давлением гемолимфы, образуя пузырьки жёлтого, оранжевого или красного цвета. Вершины мандибул раздвоены. Брюшко состоит из 6 стернитов. Наличник отделён ото лба.
Окраска разнообразная: чёрная, зелёная, синяя, жёлтая, оранжевая, часто с металлическим блеском. Многие виды с жёлтыми, красными пятнами или полосами на вершине надкрылий.

## Экология
Жуки встречаются на травянистой растительности и кустарниках, чаще на цветах, где питаются пыльцой. Личинки — активные хищники, нападают на тлей и других насекомых. У некоторых видов личинки обитают в ходах короедов и точильщиков, питаясь имаго и личинками древесных жуков.

## Классификация
Около 3000 видов.Таксоны Apalochrini и Colotini иногда рассматриваются в составе номинативной трибы  Malachiini.
- Ablechrus
- Afrocarphurus
- Anthocomus
- Anthomalachius
- Apalochrus
- Apteromalachius
- Attalus
- Attalusinus
- Attalomimus
- Axinotarsus
- Balanophorus
- Brachemys
- Brachyhedibius
- Carphuroides
- Carphuromorphus
- Carphurus
- Cephalogonia
- Cephaloncus
- Cerapheles
- Ceratistes
- Chaetocoelus
- Charopus
- Choresine
- Clanoptilus
- Collops
- Colotes
- Condylops
- Cordylepherus
- Cyrtosus
- Dicranolaius[3]
- Dromanthomorphus
- Ebaeus
- Endeodes
- Falsolaius
- Fortunatius
- Haplomalachius
- Helcogaster
- Hypebaeus
- Ifnidius
- Laius
- Malachiomimus
- Malachius
- Metachoresine
- Micrinus
- Microcarphurus
- Microlipus
- Neocarphurus
- Nepachys
- Nodopus
- Paratinus
- Pelochrus
- Planasiella
- Protapalochrus
- Psiloderes
- Salsolaius[4]
- Sphinginus
- Tanaops
- Telocarphurus
- Temnopsophus
- Transvestitus
- Troglops
- Trophimus

## Палеонтология
В ископаемом состоянии известны из балтийского янтаря и уазского янтаря.